# ماكس مارشال (مغنية)
ماكس مارشال (بالإنجليزية: Max Marshall)‏ هي مغنية بريطانية، ولدت في 10 يوليو 1991.